# Triei
Triei là một đô thị ở tỉnh Ogliastra trong vùng Sardinia, có vị trí khoảng 100 km về phía đông bắc của Cagliari và khoảng 11 km về phía bắc của Tortolì. 

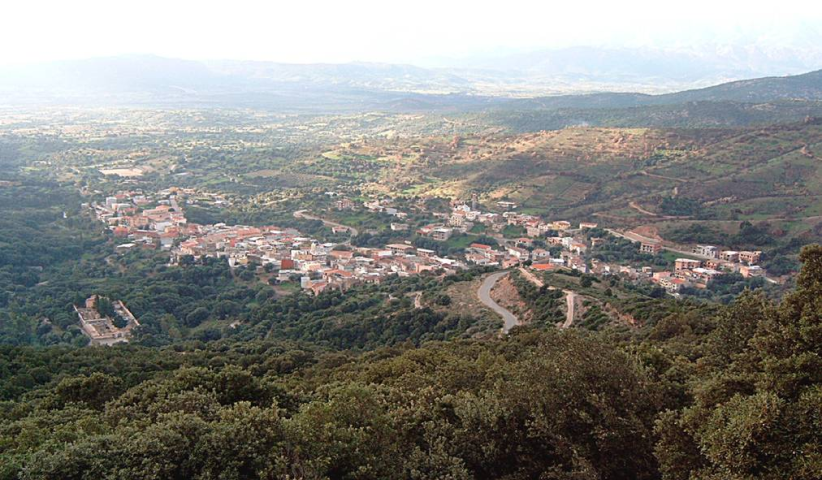
Panorama.

Triei giáp các đô thị: Baunei, Lotzorai, Talana, Urzulei.